# Bramble Cay-mozaïekstaartrat
De Bramble Cay-mozaïekstaartrat (Melomys rubicola) was een knaagdier uit het geslacht Melomys dat voorkwam in Australië. Hij leefde alleen op Bramble Cay, een koraaleilandje in het noorden van het Groot Barrièrerif. Er werd voor het eerst melding gemaakt in 1845, toen zeemannen er naar eigen zeggen de ‘grote ratten’ met pijl-en-boog neerschoten. Het was het enige zoogdier dat op een eilandje in het Groot Barrièrerif voorkwam. Hij foerageerde in kruidenveldjes en op het strand en sliep in een hol. Er waren waarschijnlijk maar een paar honderd dieren van deze soort. Hij werd bedreigd doordat het hele eiland door erosie dreigde te verdwijnen.
Deze soort leek sterk op Melomys capensis uit het Kaap York-schiereiland, het dichtstbijgelegen vasteland, maar verschilde ervan in een aantal eiwitten. De enige morfologische verschillen zijn dat de Bramble Cay-mozaïekstaartrat iets groter was en dat de schubben op de staart opgericht waren, zodat de staart ruig aanvoelde. De kop-romplengte bedroeg honderdveertig tot honderdzestig millimeter, de staartlengte honderdvijfenveertig tot honderdtachtig millimeter en het gewicht ongeveer honderd gram. Vrouwtjes hadden 0+2=4 mammae.
Volgens Australische wetenschappers is dit de eerste zoogdiersoort die is uitgestorven als gevolg van de opwarming van de Aarde veroorzaakt door de mens. Van de Bramble Cay-mozaïekstaartrat is namelijk geen spoor meer te vinden. Volgens onderzoek heeft de rat het onderspit moeten delven door een stijgende zeespiegel en extreme weersomstandigheden. Hierdoor kromp het eiland steeds meer in het begin van de 21ste eeuw, waardoor de rat uiteindelijk geen woonruimte meer over had. Ook had het zoute zeewater de planten en plantgroei en begroeiing op het eiland dusdanig beschadigd dat de mozaïekstaartrat niets meer te eten had.
Bramble Cay-mozaïekstaartrat (Melomys rubicola) · 
Melomys aerosus · Melomys arcium · Melomys bannisteri · Melomys bougainville · Melomys burtoni · Melomys capensis · Melomys caurinus · Melomys cervinipes · Melomys cooperae · Melomys dollmani · Melomys fraterculus · Melomys frigicola · Melomys fulgens · Melomys howi · Melomys leucogaster · Melomys lutillus · Melomys matambuai · Melomys obiensis · Melomys paveli · Melomys rufescens · Melomys spechti · Melomys talaudium